# Championnats du monde Xterra 2015
Navigation
Édition précédente Édition suivante
Les championnats du monde Xterra 2015, organisé par la Team Unlimited depuis 1986, se sont déroulés le 1er novembre à Maui dans l'État d'Hawaï. Les triathlètes se sont affrontés lors d'une épreuve sur distance M, comprenant 1500 mètres de natation, 30 km de vélo tout terrain (VTT) et 10 km de course à pied hors route.

## Résumé de course
La finale des championnats du monde de cross triathlon du circuit XTerra s'est déroulée le dimanche 1er  comme chaque année depuis sa création sur l'île de Maui à Hawaï. Les tenants du titre l'Espagnol Rubén Ruzafa et la Bermudienne Flora Duffy ont remis leur titre respectif en jeux, tout en faisant office de grands favoris. L'un et l'autre ayant déjà remporté cette année, le championnat du monde organisé par la Fédération internationale de triathlon.

### Rubén Ruzafa s'incline
L'Américain Josiah Middaugh pour sa 7e participation à cette finale, après avoir fini second en 2012 et 2014, remporte son premier titre de champion du monde. Au terme d'une course qui se déroule dans une chaleur étouffante, il devance l'Espagnol Rubén Ruzafa triple champion du monde et tenant du titre. La partie natation voit Ruzafa et Middaugh sortir en 12e et 13e position avec près de trois minutes de retard sur la tête de course, mais Ruzafa grand spécialiste du VTT comble l'écart rapidement et reprend la tête. l’Américain reste au contact et ne permet pas au tenant du titre de créer des écarts significatif. C'est dans la partie trail, que le futur vainqueur porte son attaque et dépose Ruzafa au 10e kilomètres, il prend la tête de course qu'il ne lâche plus jusqu'au titre final. Josiah Middaugh remporte cette victoire en 2 h 35 min 52 s devançant le jeune Néo-Zéolandais Braden Currie qui réussit à prendre la seconde place dans la course à pied également au tenant du titre, qui finit l'édition 2015 sur la troisième marche du podium.  Josiah Middaugh met un terme à 15 années sans titre pour les triathlètes américains, ce championnat n'ayant pas été remporté par eux, depuis l'an 2000.
Le premier Français Nicolas Fernandez entre dans le « Top 10 », à la 9e place en 2 h 46 min 52 s.

### Flora Duffy intouchable
La Bermudienne Flora Duffy, championne en titre ne laisse que peu de chance à ses adversaires de remporter le titre. Faisant état d'une grande forme la championne du monde de cross triathlon (ITU) en 2015, vainqueur d'étape et 7e classement général des séries mondiales de triathlon (WTS), remporte son second titre consécutif. Auteure d'une partie natation ou elle nage avec le peloton de tête constitué d'hommes, elle sort en première position de l'eau, suivie par un groupe de cinq triathlètes féminines comprenant notamment en 5e position, la championne du monde 2011 - 2012, l’Écossaise Lesley Paterson. Cette dernière remonte à la seconde position sur la partie VTT et réduit son écart à deux minutes. Sur la partie trail de la compétition dont le parcours est très technique, Flora Duffy ne permet pas à ses adversaires de combler l’écart de deux minutes qu'elle détient à la deuxième transition. Par une fin de course au rythme soutenue, elle agrandit son avance et remporte son second titre mondial sur XTerra en 2 h 54 min 18 s. Lesley Paterson finit seconde avec cinq minutes de retard, l'Américaine Emma Garrard prend la troisième place du podium
.
La Française Myriam Guillot-Boisset prend pour sa part, la 4e place du classement féminin.

## Résultats
Les tableaux présentent les « Top 10 » hommes et femmes des championnats du monde.
| Position           | Triathlète        | Pays             | Temps           |
| ------------------ | ----------------- | ---------------- | --------------- |
| Médaille d'or      | Josiah Middaugh   | États-Unis       | 2 h 35 min 32 s |
| Médaille d'argent  | Braden Currie     | Nouvelle-Zélande | 2 h 38 min 30 s |
| Médaille de bronze | Rubén Ruzafa      | Espagne          | 2 h 40 min 40 s |
| 4                  | Mauricio Méndez   | Mexique          | 2 h 40 min 54 s |
| 5                  | Courtney Atkinson | Australie        | 2 h 42 min 27 s |
| 6                  | Francisco Serrano | Mexique          | 2 h 42 min 57 s |
| 7                  | Yeray Luxem       | Belgique         | 2 h 44 min 45 s |
| 8                  | Rom Akerson       | Costa Rica       | 2 h 45 min 7 s  |
| 9                  | Nicolas Fernandez | France           | 2 h 46 min 51 s |
| 10                 | Ben Hoffman       | États-Unis       | 2 h 49 min 56 s |

| Position           | Triathlète             | Pays             | Temps           |
| ------------------ | ---------------------- | ---------------- | --------------- |
| Médaille d'or      | Flora Duffy            | Bermudes         | 2 h 54 min 17 s |
| Médaille d'argent  | Lesley Paterson        | Écosse           | 2 h 59 min 16 s |
| Médaille de bronze | Emma Garrard           | États-Unis       | 3 h 3 min 28 s  |
| 4                  | Myriam Guillot Boisset | France           | 3 h 7 min 27 s  |
| 5                  | Elizabeth Orchard      | Nouvelle-Zélande | 3 h 9 min 57 s  |
| 6                  | Carina Wasle           | Autriche         | 3 h 11 min 23 s |
| 7                  | Héléna Erbenová        | Tchéquie         | 3 h 17 min 12 s |
| 8                  | Jacqueline Slack       | Royaume-Uni      | 3 h 18 min 4 s  |
| 9                  | Renata Bucher          | Suisse           | 3 h 19 min 34 s |
| 10                 | Susan Sloan            | Afrique du Sud   | 3 h 20 min 44 s |